# Aermacchi MB-339
Aermacchi MB 339 är ett italienskt skolflygplan som kan användas till lätt attack. Det är mest känt som uppvisningsflygplan för det italienska flygvapens flygakrobatiklag Frecce Tricolori.

## Övrigt
- Wikimedia Commons har media som rör Aermacchi MB-339.